# 夏朗德河畔欧纳克
夏朗德河畔欧纳克（法語：Aunac-sur-Charente，法語發音：[onak syʁ ʃaʁɑ̃t]）是法国夏朗德省的一个市镇，属于孔福朗区。该市镇于2017年1月1日由原市镇欧纳克、巴耶和舍诺梅合并而成，行政中心位于欧纳克。

## 地名
夏朗德河（Charente）是流经该地一条河流。欧纳克（Aunac）则是该市镇的前身及主体。

## 地理
夏朗德河畔欧纳克（45°55'7"N, 0°14'31"E）面积17.01 平方千米，位于法国新阿基坦大区夏朗德省，该省份为法国西部内陆省份，北起德塞夫勒省和维埃纳省，东临上维埃纳省，东南至多尔多涅省，南至多爾多涅省，西接滨海夏朗德省。
与夏朗德河畔欧纳克接壤的市镇（或旧市镇、城区）包括：丰特尼耶、普尔萨克、舍农、库蒂尔、圣弗龙、洛讷、穆通、利谢尔。
夏朗德河畔欧纳克的时区为UTC+01:00、UTC+02:00（夏令时）。

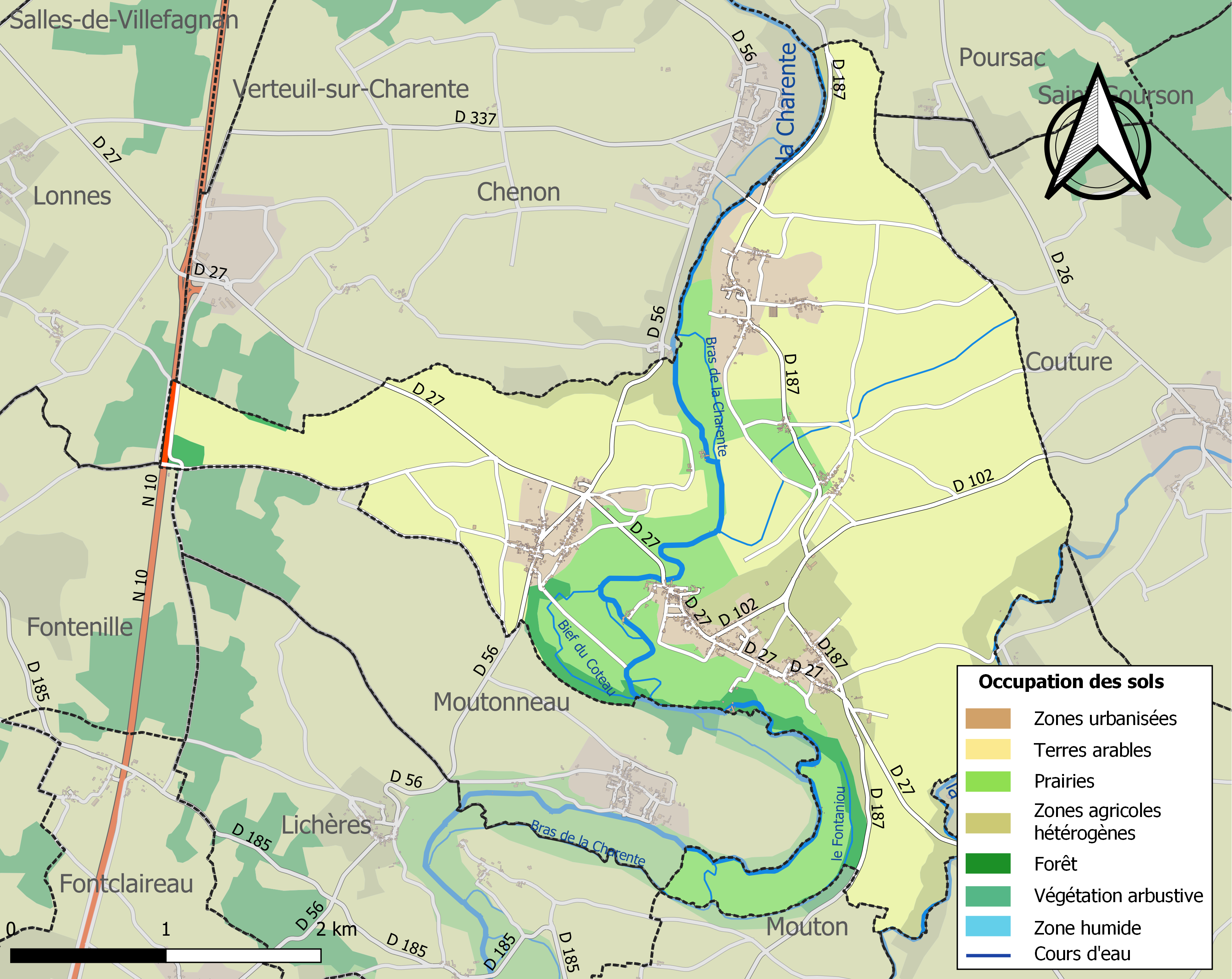
夏朗德河畔欧纳克的OSM定位图

## 行政
夏朗德河畔欧纳克的邮政编码为，INSEE市镇编码为16023。

## 政治
夏朗德河畔欧纳克所属的省级选区为布瓦克斯-芒卢瓦县。

## 人口
夏朗德河畔欧纳克于2022年1月1日时的人口数量为662人。